# Pepeljuga (1950.)
Pepeljuga (engl.: Cinderella) je američki animirani film animacijskog studija Walt Disney iz 1950. godine baziran na istoimenoj pripovijetci Charlesa Perraulta.

## Radnja
Živio jednom jedan čovjek koji je imao prekrasnu kćer.Njegova žena je nažalost umrla jer je bila jako bolesna,pa se tako on pnovno oženio za jedu ženu iz bogate porodice gospođu Tremaine koja je imala dvije kćeri Drizelu i Anastasiu.Nažalost djevojčićin otac nije zano da je ta žena okrutna kao i njene kćeri,ali to nisu pokazivale pred njim.Nakon nekog vremena i otac se ratbolio i umro tada se otkrila mačehina prava narav.Mačeha je prema njoj bila okrutna, pretvorlia ju je u sluškinju i premjestila ju da spava na vrhu njihovog dvorca u maloj sobici, a Drizela i Anastasia zauzele su njezinu sobu i garderobu, te su ju zvale Pepeljuga. No na svu sreću Pepeljuga nije bila usmljena imala je prijatelje miševe i ptićice koje joj pomažu u poslu. U međuvremenu, u kraljevskoj palači kralj je frustriran što njegov sin, princ, još uvijek odbija udati se za djevojku. On i Veliki vojvoda organiziraju bal u nastojanju da pronađu prikladnu suprugu za princa, tražeći svaku od najboljih i slobodnih djevojaka. Nakon primanja obavijesti o kraljevskom balu,  Pepeljudine sestre su bile presretne i govorile jedna drugoj da će princ htjeti plesati samo s njima,i pepeljuga se obradovala pitala smije li i ona ići.Sestre su jj se smijale a mačeha joj je rekla da smije ali samo ako završi sve poslove koje joj ona zada.
Pepeljuga pronalazi haljinu koja je pripadala njezinoj majci i odluči je prepraviti za bal, ali njezina mačeha i sestre ju sprječavaju dodajući joj dodatne poslove. Pepeljugini životinski prijatelji vidjeli su da joj mačeha i sestre namjerno na daju vremena da prepravi haljinu pa su to oni učinili za nju, dovršavajući dizajn s ogrlicom i vrpcama koje su odbacile Drizela i Anastasia. Mačeha i polusestre spremale su se ući u kočiju sretne zato što Pepeljuga ne ide s njima ali se pojavi u toj prekrsanoj haljini.Kad vide Pepljugu ostanu u šoku kakvu je haljinu imala na sebi ali su vidjele da nosi njihovu ogrlicu i vrpce pa su joj ju poderale i otišle u kočiju koja će ih odvesti na bal. Pepeljuga otrči u vrt u plačući, gdje se njezina bajkovita vilinska-kuma sažali nad njom i pomogne joj. Inzistiranje na tome da Pepeljuga ide na bal, vilinska magija čarobno preobražava bundevu u kočiju, miševe u konje, Pepeljuginog starog konja u bojnika,i psa Bruna u kočijaša. Pepeljuga je mogla krenuti no prije nego što je krenula vila ju je upozorila da se mora vratiti kući kad na stu otkuca ponoć je će tada čarolija prestati i sve će biti po starom. 
Na balu princ odbacuje svaku djevojku sve dok ne vidi Pepeljugu, koja se slaže s njim plesati, ne znajući tko je on.Njih dvoje se zaljube i izađu na šetnju zajedno u vrt dvorca. Dok se žele poljubiti, Pepeljuga čuje da sat počinje otkucavati ponoć i pobjegne. Kad napušta dvorac, pada jedna njezina staklena cipelica i nije je imala vremena pokupiti. Čuvari palače slijede Pepeljugu no ona uspjeva pobjeći.Čarolija se poništila i sve se vratilo na stro pa se Pepeljuga, njezini kućni ljubimci i miševi sakriju u šumovitom području dok čuvari prolaze.
Veliki knez obavještava kralja da je Pepeljuga, koja ostaje anonimna, pobjegla i da se princ želi udati za nju. Izgubljena staklena cipelica je jedini trag. Kralj izda kraljevski navještaj koji naređuje svakoj slobodnoj djevojci u kraljevstvu da proba cipelicu po veličini u nastojanju da pronađe djevojku. Nakon što je ova vijest stigla do Pepeljugine kuće, Lady Tremaine shvati da je Pepeljuga ta djevojka koja je izgubila cipelicu,pa je zaključa je u spavaćoj sobi. Kasnije, vojvoda stiže u zgradu, a Jaq i Gus kradu ključ iz džepa iz mačehine haljine i odnesu ga na tavan, jer Anastasia i Drizela bezuspješno pokušavajunavuči cipelicu na nogu. Mačehina Mačka Lucifer, zasječe miševe, ali pas Bruno ga proganja iz kuće, dopuštajući miševima da oslobode Pepeljugu. Dok se vojvoda spremao otići Pepeljuga se pojavi i pita smije li i ona probati cipelicu. Znajući da će se uklopiti, gospođa Tremaine spotakne vojvodu dok donosi cipleicu, uzrokujući da se ciplelica razbije na podu. Mnogo njezin užas, Pepeljuga predstavlja vojvodu drugu cipleicu, koja se savršeno uklapa. Tako svate da je ona ta djevojka u kojiu se princ zaljubio te otiđe u dvorac gdje se oženi s princem.Njih dvoje žive sretno do kraja života,a njezina mačeha i polusestre su kažnjene tako da su sad one sluškinje i rade sve poslove.

## Glasovi
| Uloge      | Originalna verzija                  | Hrvatska verzija                          |
| ---------- | ----------------------------------- | ----------------------------------------- |
| Pepeljuga  | Ilene Woods                         | Jasna Palić-Picukarić Mima Čulina (pjeva) |
| Princ      | William Phipps Mike Douglas (pjeva) | Đani Stipaničev                           |
| Maćeha     | Eleanor Audley                      | Asja Jovanović                            |
| Kralj      | Luis Van Rooten                     | Željko Mavrović                           |
| Vojvoda    | Luis Van Rooten                     | Drago Meštrović                           |
| Anastazija | Lucille Bliss                       | Maja Petrin                               |
| Drizela    | Rhoda Williams                      | Marina Poklepović                         |
| Dobra Vila | Verna Felton                        | Lena Politeo                              |
| Gus        | Jimmy MacDonald                     | Krešimir Mikić                            |
| Jaq        | Jimmy MacDonald                     | Dražen Bratulić                           |

## Hrvatska verzija
Tehnička obrada hrvatske verzije
| Redatelj                               | Dora Ruždjak Podolski                       |
| Glazbeni redatelji                     | Iva Niković Hrvoje Niković                  |
| Prijevod                               | Lara Höbling Matković                       |
| Prepjev                                | Srđan Gulić                                 |
| Sinkronizacija i tonska obrada pjesama | Ater Studio                                 |
| Kreativni supervizori                  | Maciek Eyman Magdalena Snopek               |
| Proizvodnja                            | Disney Character Voices International, Inc. |

## Pjesme
| Originalni naslov Cinderella A Dream Is a Wish Your Heart Makes Oh, Sing Sweet Nightingale The Work Song Bibbidi-Bobbidi-Boo So This Is Love So This Is Love (Reprise) A Dream Is a Wish Your Heart Makes (Reprise) | Hrvatski naslov i izvođač Pepeljuga - Zbor i solist (Tamara Franetović-Felbinger i ostali) San je želja - Pepeljuga (Mima Čulina) Pjevaj ptičice - Drizela (Marina Poklepović), Pepeljuga (Mima Čulina) Šivanje - Miševi (Krešimir Mikić, Dražen Bratulić i zbor) Bibidi Babidu Bu - Dobra Vila (Lena Politeo) Sad ljubav znam - Pepeljuga (Mima Čulina) i Princ (Đani Stipaničev) Sad ljubav znam (Repriza) - Pepeljuga (Mima Čulina) San je želja (Repriza) - Zbor |

## Unutarnje poveznice
- Disneyjevi klasici

## Vanjske poveznice
- Pepeljuga u internetskoj bazi filmova IMDb-a (engl.)
- Pepeljuga (1950.) na Rotten Tomatoes (engl.)